# Šentlovrenka
Šentlovrenka, v literaturi se znana tudi kot: lovrenčanka crna, Lorenztraube, Scwarzer, Magdalena nera je vinska trta in rdeče vino. Na Slovenskem je razširjena na območju Posavskega rajona, v Belokranjskem vinorodnem okolišu.
Domneva se, da je domovina šentlovrenke Francija, ime naj bi dobila po kraju Saint-Laurent v Medocu pri Bordeauxu. Domneva se tudi, da je dobila ime po svetniku Lovrencu, ki goduje 10. avgusta, ker za sorta dozori zgodaj. Ta sorta je odporna proti pozebi in osipanju ob cvetenju.
Grozd trte je srednje velik, nabit in cilindrično stožčaste oblike. Jagoda je temno modre barve, zaradi zbitosti nekoliko ovalne oblike in ima srednje debelo kožico. Listje je okroglo ali tridelno, srednje veliko, temno zelene barve, ki v jeseni pordeči.
Vino te sorte je temno rdeče barve, s svežim sadnim vonjem in izrazito kislino zato se mora starati. Ko vino dozori je žametasto, polnega okusa z bogato aromo. Na Slovenskem se kot samostojna sorta ne pojavlja pogosto, največkrat jo dodajajo k belokranjski Metliški črnini.